# Azorina
Azorina é um género plantas com flor pertencente à família das Campanulaceae. O nome provém das ilhas dos Açores de onde o género é endémico. O género é mono-específico, tendo como única espécie a Azorina vidalii (H.C.Watson) Feer.

## Descrição
Pequeno arbusto com até 80 (150) cm de altura, com rosetas terminais de folha (botânica)s glabras, obovado-espatuladas, verde escuras ou verde acastanhadas, viscosas pela presença de um exsudado translucente que dá às folha (botânica)s mais jovens um acentuado brilho. Caules ligeiramente rosados. Flores campanuladas, brancas a cor-de-rosa intenso, geralmente de um rosado ligeiro, semelhantes na forma às flores das espécies do género Campanula. Em floração entre Agosto e Outubro, mas surgindo em Junho nas zonas mais secas e soalheiras.
A única espécie integrada no género, a Azorina vidalii (H.C.Watson) Feer, é endémica dos Açores, onde aparece nas falésias costeiras e nas zonas de rocha basáltica fortemente expostas ao mar. Está protegida pela Convenção de Berna e pela Directiva Habitats da União Europeia.
O género foi descrito por Heinrich Feer, o que levou à autonomização da A. vidalii do género Campanula onde fora integrada por Hewett Cottrell Watson aquando da sua descrição no Bot. Jahrb. Syst. 12:611 em 1890.